# میشیکو، توچیگی
میشیکو، توچیگی (به لاتین: Mashiko, Tochigi) منطقه‌ای مسکونی در ژاپن است که در استان توچیگی واقع شده‌است. میشیکو ۸۹٫۴۰ کیلومترمربع مساحت و ۲۳٬۴۰۰ نفر جمعیت دارد.